# Huron River (Eriesee, Michigan)
Der Huron River ist ein Fluss in Südost-Michigan, der seinen Ursprung im Huron Swamp im Indian Springs Metropark im nördlichen Oakland County hat und von dort entlang der Grenze zwischen Wayne County and Monroe County zum Eriesee fließt.
Am Flusslauf liegen 13 Parkanlagen sowie Wildschutz- und Erholungsgebiete.
Der Huron River durchfließt die Städte Dexter, Ann Arbor, Ypsilanti, Belleville, Flat Rock und Rockwood.
Der Huron River ist ein typischer Fluss seiner Umgebung: Sandbänke, geringe Fließgeschwindigkeiten und wenig Gefälle.
Er hat eine Länge von 219 km. Dabei durchfließt er folgende Countys: Oakland, Livingston, Washtenaw, Wayne und Monroe.
44,3 km des Huron River sowie 16,9 km dreier Zuflüsse haben den Status eines Country-Scenic Natural River in Michigan.
Der Name des Flusses leitet sich von den Huronen ab, die in diesem Gebiet früher lebten.

Der Fluss war früher Bestandteil der Handelsrouten der Ureinwohner.
Am Huron River und seinen Zuflüssen liegen zahlreiche Dämme, 19 davon entlang dem Hauptfluss sowie mindestens 96 weitere im gesamten Einzugsgebiet.
Die meisten davon sind nur wenige Meter hoch und dienen der Abflussregulierung.
Mindestens ein Dutzend Dämme wurden zur Stromerzeugung und für den Antrieb von Mühlen gebaut.
Am Huron River liegen folgende Stauseen: Kent Lake, Barton Pond, Argo Pond, Ford Lake, Belleville Lake und Flat Rock Pond.
Der Huron River durchfließt mehrere Parks und ist ein bekannter Kanufluss mit überwiegend geringen Fließgeschwindigkeiten und wenigen leichten Stromschnellen. Lediglich die kurzen Delhi rapids stellen ein Hindernis dar, welches aber von erfahrenen Kanuten und Kajakfahrern gemeistert werden kann, vorausgesetzt ausreichend Wasser ist vorhanden.
Im Fluss werden folgende Fische gefangen: Steinbarsch, Sonnenbarsche, Blauer Sonnenbarsch, Weißbarsch, Schwarzbarsch, Forellenbarsch, Hecht, Glasaugenbarsch, Welsartige, Forelle, Muskellunge sowie unterhalb des Belleville Dam Silberlachs, Königslachs und Steelhead. Saugkarpfen und Karpfen sind häufig anzutreffende Fische im Fluss.

## Zuflüsse
- Smith Creek
- Silver Creek
- Port Creek
- Willow Run
- Swift Run
- Mallett's Creek
- Traver Creek
- Allen Creek
- Boyden Creek
- Honey Creek
- Millers Creek
- Portage Creek
- Livermore Creek
- Arms Creek
- Honey Creek
- Hay Creek
- Chilson Creek
- Horseshoe Lake Creek
- South Ore Creek
- Davis Creek
- Woodruff Creek
- Mann Creek
- Pettibone Creek
- Norton Creek

## Flusslauf
Der Fluss verläuft durch folgende Parks und Städte (in Fließrichtung sortiert):
- Indian Springs Metropark
- Pontiac Lake Recreation Area
- Proud Lake State Recreation Area
- Kensington Metropark
- Island Lake Recreation Area
- Huron Meadows Metropark
- Hudson Mills Metropark
- Dexter
- Delhi Metropark
- Ann Arbor
- Ypsilanti
- Lower Huron Metropark
- Willow Metropark
- Oakwoods Metropark
- Lake Erie Metropark
- Pointe Mouillee State Game Area